# Ferula orientalis
Férule orientale
Espèce
Ferula orientalis, la Férule orientale, est une espèce de plantes à fleurs de la famille des Apiaceae et du genre Ferula, originaire d'Europe de l'Est et du Moyen-Orient.

## Description

### Appareil végétatif

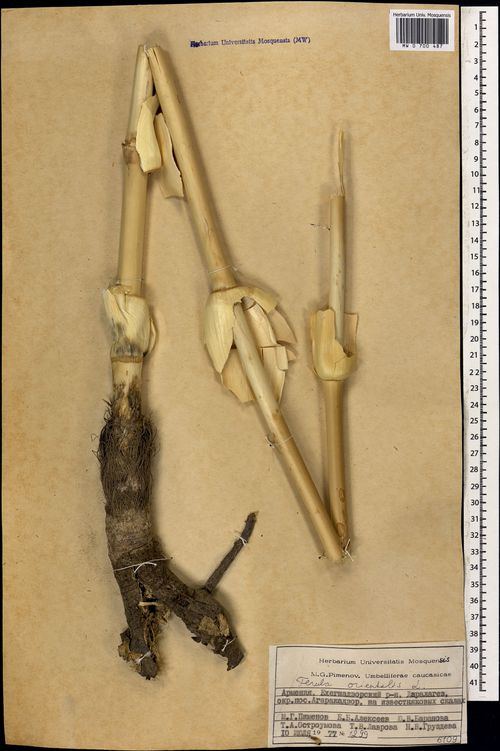
Tige. Collecté en Arménie.

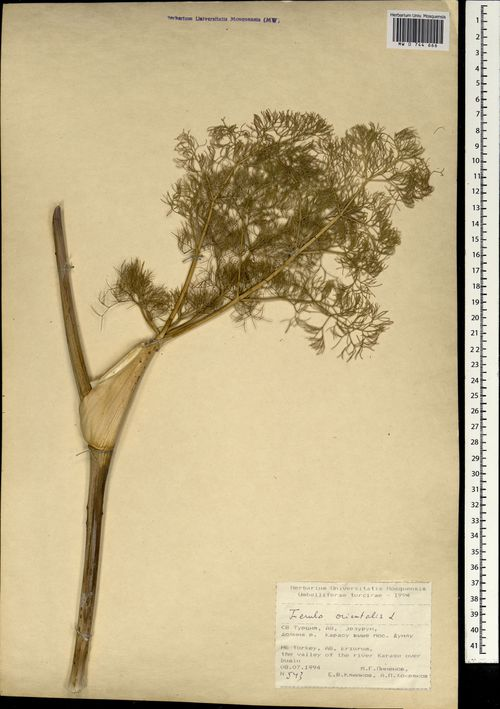
Feuille et gaine foliaire. Collecté en Turquie.

C'est une plante herbacée de 1,2 à 1,5 m de haut, glabre. La tige est rougeâtre, finement striée, à branches supérieures opposées ou subverticales, sans feuilles. Les feuilles sont d'un ver gai. Celles de la tige sont très petites, sessiles sur de très grandes gaines gonflées, fermes, très finement striées, qui sont complètement amplexicaules. Les feuilles inférieures sont très larges, de forme deltoïde-ovale, décomposées en 4 ou 5 pennes en segments sétacés, plus ou moins canaliculés, longs de 2,5 à 15 cm et larges de 0,25 à 1 mm.

### Appareil reproducteur

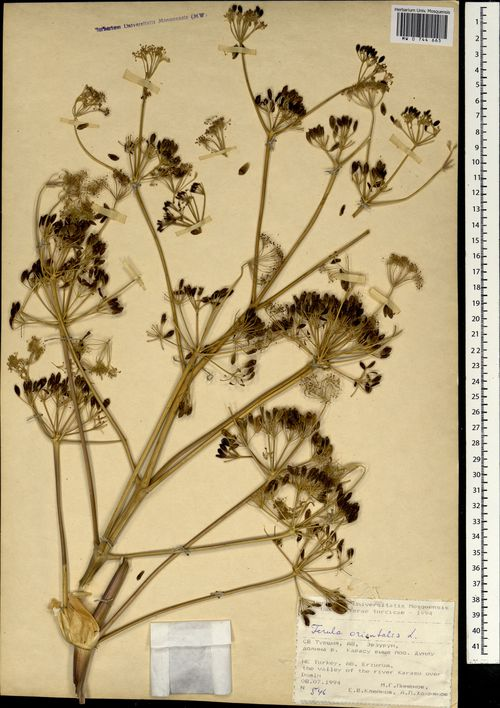
Ombelles. Collecté en Arménie.

L'inflorescence est en panicule ou en corymbe. Les ombelles sont très nombreuses, munies de 8 à 15 rayons de 2 à 3,5 cm de long. Les ombelles possèdent 8 à 10 fleurs. Les fleurs mesurent plus ou moins 4 mm de diamètre. Lors de la fructification, les pédicelles mesurent 4 à 6 mm. L'involucre est absent. Les styles sont réfléchis, de 1,5 à 2 mm de long, glabres ; les stylopodes sont déprimés-coniques. Le fruit est oblong-ovale, long de 10–14 mm et large de 5 à 7 mm. La floraison et la fructification ont lieu en juin et juillet.

## Répartition
Ferula orientalis est originaire d'Europe de l'Est et du Moyen-Orient. Elle se rencontre en Europe en Bulgarie et en Ukraine, jusqu'en Asie occidentale et dans le Caucase où elle est présente en Azerbaïdjan, en Iran, en Irak et en Turquie,. En Ukraine, elle pousse dans la péninsule de Crimée, dans les régions de Cherson et de Zaporizza. Elle est très rare en Irak, trouvée seulement trois fois dans deux districts de la zone forestière supérieure.

## Habitat et écologie
Ferula orientalis pousse au sein des communautés steppiques dans des endroits salins, où elle forme une association végétale nommée Ferulo-orientali-Agroporetum pectinati ; également dans les montagnes, parmi les rochers dans les forêts de chênes, à une altitude en Irak de 1 450 m ou plus. 

## Menaces et conservation
Ferula orientalis figure à l'annexe I de la Convention relative à la conservation de la vie sauvage et du milieu naturel de l'Europe (Convention de Berne). En Bulgarie, aucune information sur la taille ou la tendance de la population et les menaces potentielles n'est disponible. L'espèce est donc classée dans la catégorie « Données insuffisantes », mais elle est très probablement très menacée, car elle a été classée dans la catégorie « En danger critique d'extinction » sur la liste rouge nationale. En Ukraine, la plante n'est pas considérée comme menacée sur le livre rouge national, et elle pousse dans la réserve de biosphère Ascania-Nova. La dégradation des habitats naturels est la principale menace en Ukraine, mais les populations de la réserve de biosphère Ascania Nova sont en bon état avec une tendance stable et de nombreux individus. Les autres populations sont petites en termes de sites et de nombre d'individus, mais les populations ukrainiennes sont considérées comme non menacées. Par conséquent, l'espèce est évaluée comme étant de préoccupation mineure à l'échelle de l'Europe par l'Union internationale pour la conservation de la nature (UICN).

## Taxonomie

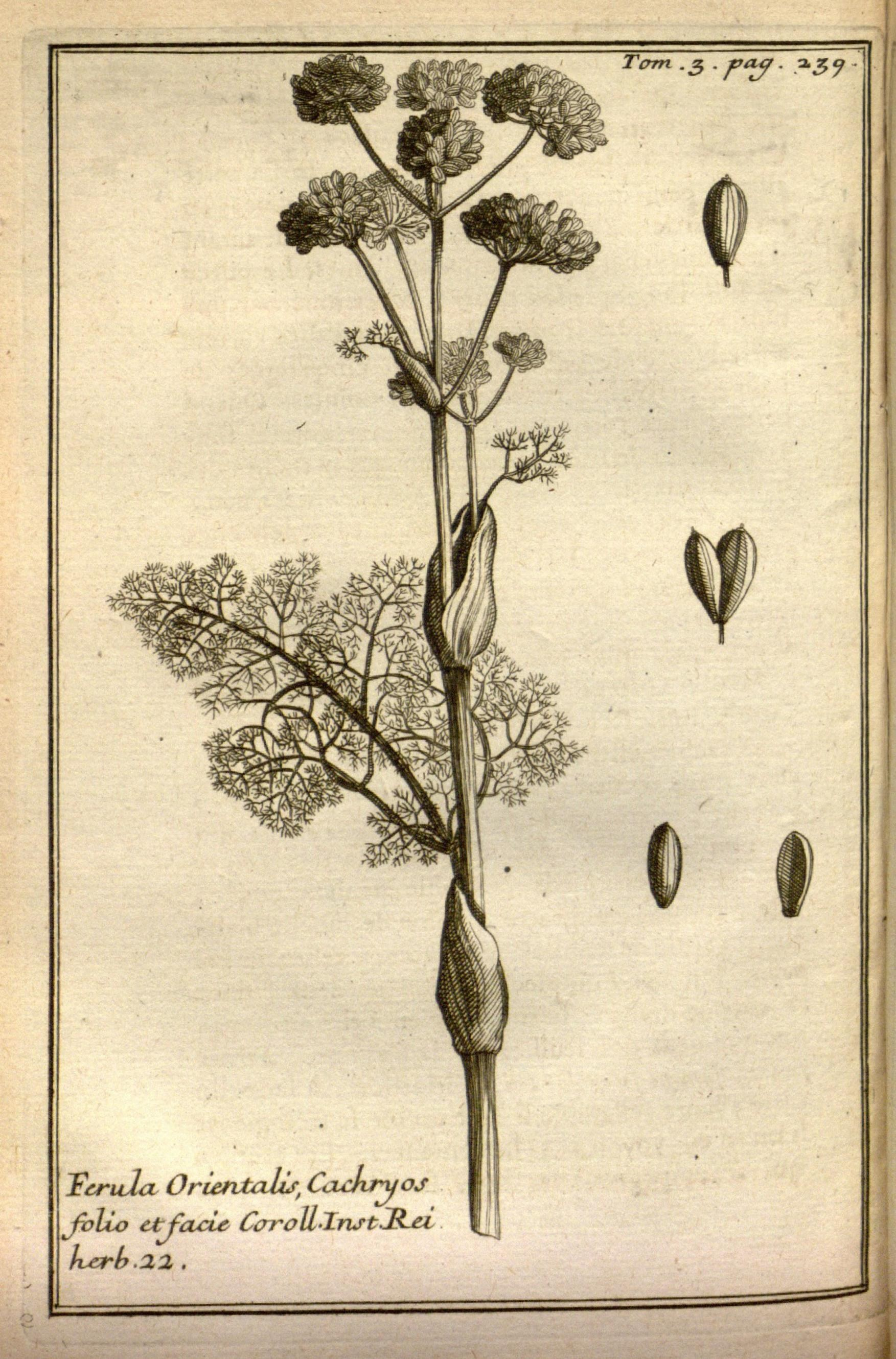
Illustration botanique, dans (planche 35).

L'espèce est décrite en premier par le naturaliste suédois Carl von Linné en 1753, qui la classe dans le genre Ferula sous le nom binominal Ferula orientalis.
Ferula orientalis a pour synonymes :
- Elaeochytris cachroides Fenzl, 1843[3]
- Ferula cachroides (Schltdl.) Zohary & P.H.Davis, 1947[3],[5]
- Ferula rupestris (Boiss. & Balansa) Boiss. & Balansa[5]
- Ferula samariae Zohary & Davis[5]
- Ferula schlechtendalii Boiss., 1872[3],[5]
- Peucedanum rupestre Boiss. & Balansa[5]
- Peucedanum orientale (L.) Boiss., 1844[3],[5]
- Peucedanum schlechtendalii Boiss., 1844[3],[5]
- Polycyrtus cachroides Schltdl., 1843[3]

### Homonymes
Source : (en) « Ferula orientalis », sur www.gbif.org (consulté le 29 avril 2021)
- Ferula orientalis L., nom correct
- Ferula orientalis Eichw., synonyme de Ferula caspica M.Bieb.
- Ferula orientalis Schltdl., synonyme de Ferula tatarica Fisch. ex Spreng.
- Ferula orientalis Schltdl. ex Ledeb., synonyme de Ferula tatarica Fisch. ex Spreng.